# Pianoconcert nr. 18 (Mozart)
Pianoconcert nr. 18 in Bes majeur, KV 456, is een pianoconcert van Wolfgang Amadeus Mozart. Hij voltooide het stuk op 30 september 1784.

## Orkestratie
Het pianoconcert is geschreven voor:
- Fluit
- Twee hobo's
- Twee fagotten
- Twee hoorns
- Pianoforte
- Strijkers

## Onderdelen
Het pianoconcert bestaat uit drie delen:
1. Allegro vivace
2. Andante
3. Allegro vivace